# Kormoran mały
Kormoran mały (Microcarbo pygmaeus) – gatunek średniej wielkości ptaka wodnego z rodziny kormoranów (Phalacrocoracidae), zamieszkujący południową i południowo-wschodnią Europę oraz zachodnią i środkową Azję. Zalatuje do Polski. Nie jest zagrożony.

## Systematyka
Takson ten bywał niekiedy łączony w jeden gatunek z kormoranem skromnym (M. niger). Nie wyróżnia się podgatunków. Dawniej stosowany epitet gatunkowy pygmeus został zastąpiony przez poprawną formę pygmaeus.

## Zasięg występowania
Kormoran mały zamieszkuje plamowo dolinę Padu, Półwysep Bałkański, Bliski Wschód (w tym Azję Mniejszą), Kaukaz, deltę Wołgi i Azję Środkową (po Tadżykistan i rejon Jeziora Aralskiego). Populacje północne zimują w południowej części zasięgu. Dawniej występował także w północnej Afryce.
Do Polski zalatuje – do 2021 roku odnotowano 199 stwierdzeń, łącznie obserwowano 440 osobników.

## Morfologia
Długość ciała 45–55 cm, rozpiętość skrzydeł 80–90 cm; masa ciała 565–870 g. Upierzenie godowe – głowa ciemnobrązowa, ciało czarne z metalicznym zielono-czerwonym połyskiem i białymi cętkami. W upierzeniu spoczynkowym na podgardlu biała plama i brak cętek na ciele. Charakterystyczny, dłuższy niż u innych kormoranów ogon. Osobniki młodociane brązowe z wierzchu i jasne od spodu.

## Ekologia i zachowanie

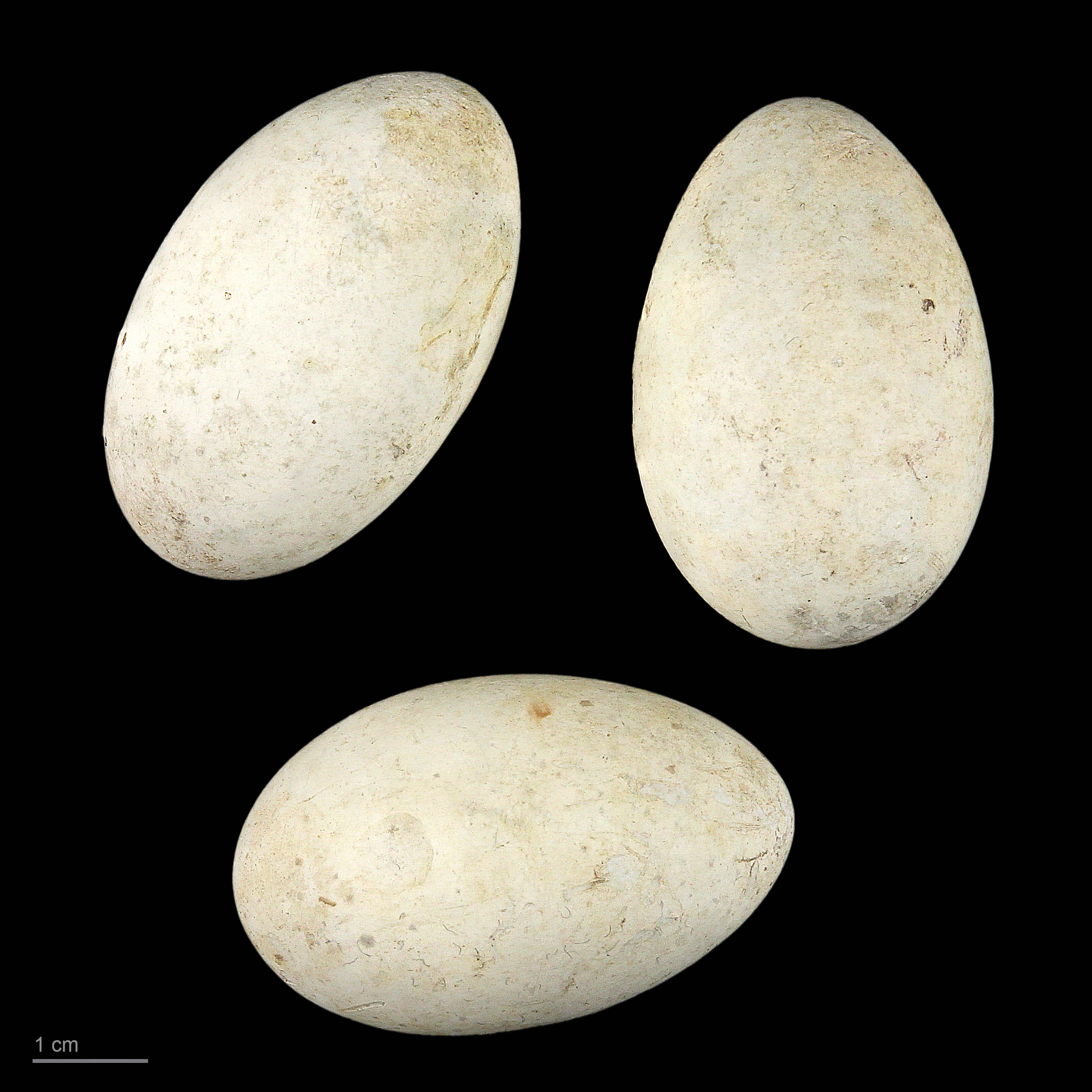
Jaja z kolekcji muzealnej

BiotopRzeki, jeziora (z dużą ilością roślinności) i słone zalewy (unika jednak wybrzeży morskich).
GniazdoKolonie lęgowe na niskich drzewach, krzewach lub w trzcinach, często w towarzystwie czapli. Gniazdo zbudowane jest z drobnych gałązek.
JajaW zniesieniu 2–8 jaj (zwykle 4–6).
Wysiadywanie, pisklętaJaja wysiadywane są przez okres 27 do 30 dni przez obydwoje rodziców. Pisklęta opuszczają gniazdo po 70 dniach.
PożywienieZasadniczo ryby, rzadziej inne drobne zwierzęta wodne (w tym ssaki), które zdobywa nurkując.

## Status i ochrona
W Czerwonej księdze gatunków zagrożonych Międzynarodowej Unii Ochrony Przyrody kormoran mały od 2005 roku klasyfikowany jest jako gatunek najmniejszej troski (LC – Least Concern); wcześniej, od 1994 roku uznawano go za gatunek bliski zagrożenia (NT – Near Threatened). W 2015 roku liczebność światowej populacji, według szacunków organizacji Wetlands International, mieściła się w przedziale 48–137 tysięcy osobników. Globalny trend liczebności populacji uznawany jest za wzrostowy.
W Polsce podlega ścisłej ochronie gatunkowej.